# John Joseph Hogan
John Joseph Hogan (ur. 10 maja 1829 w Bruff w Irlandii, zm. 21 lutego 1913) – amerykański duchowny katolicki, misjonarz, biskup Saint Joseph (1868-1880) i Kansas City (1880-1913).

## Życiorys
Przyszedł na świat w hrabstwie Limerick w Irlandii. W wieku 18 lat wyemigrował do USA i osiadł w Saint Louis. Tam ukończył seminarium duchowne i 10 kwietnia 1852 otrzymał święcenia kapłańskie. Początkowo pracował duszpastersko w St. Louis, gdzie założył parafię św. Michała. W roku 1857 jego ówczesny zwierzchnik Peter Richard Kenrick skierował go na misje w odległe części stanu Missouri do opieki duszpasterskiej nad irlandzkimi robotnikami kolejowymi i osadnikami katolickimi. Trudna sytuacja po wojnie secesyjnej, kiedy to uległy zniszczeniu placówki misyjne, nie zniechęciły ks. Hogana, który nadal niósł niestrudzenie Słowo Boże do miejscowej ludności. Swoje trudy pracy misyjnej opisał w pamiętnikach wydanych pt. On The Mission in Missouri 1857-1868.
3 marca 1868 otrzymał nominację na ordynariusza nowo utworzonej diecezji Saint Joseph. Sakry biskupiej udzielił mu abp Kenrick. Brał udział w obradach Soboru watykańskiego I. W roku 1880 przeniesiony został na biskupstwo Kansas City, pozostając jednocześnie, do roku 1893, administratorem apostolskim Saint Joseph (w roku 1956 obie diecezje zostały połączone jako Diecezja Kansas City-Saint Joseph). Wyświęcił na kapłana przyszłego kardynała Johna Glennona.